# WGN-TV
WGN-TV é uma emissora de tv localizada em Chicago, Illinois, EUA. A emissora é de propriedade da Tribune broadcasting subsidiaria da Tribune Media e opera nos canais 9 (virtual) e 19 (digital).